# Abfall-Zwischenlager Unterweser 2
Das Abfall-Zwischenlager Unterweser 2 (AZU 2; ehemals Lager für radiaktive Abfälle Unterweser (LUnA)) ist ein Lager für schwach- und mittelradioaktive Abfälle am Standort des Kernkraftwerks Unterweser.

## Geschichte
Das wurde am 5. Dezember 2018 nach § 7 StrlSchV erteilt, im Jahr 2020 wurde das Lager in Betrieb genommen. Seit dem 17. April 2020 ist die BGZ Gesellschaft für Zwischenlagerung die Betreibergesellschaft des AZU 2.
Die Genehmigung ist unbefristet.

## Daten
Das Lager ist etwa 78 m lang, 27 m breit und 17 m hoch und für ein Aktivitätsinventar von bis zu 2 × 1017 Bq genehmigt.